# FIFA 20
FIFA 20 é um jogo eletrônico de futebol desenvolvido e publicado pela EA Sports, lançado mundialmente em 19 de setembro de 2019. Este é o vigésimo sétimo título da série FIFA e o quarto a usar o mecanismo de jogo da Frostbite para Xbox One, PS4 e PC.

## Ligas e Competições
São as mesmas ligas do FIFA 19, com a única adição da Liga I, a primeira divisão da Romênia. Foram adicionadas em março de 2020, por meio de atualização gratuita, as principais competições continentais da América do Sul: CONMEBOL Libertadores, CONMEBOL Sul-Americana e CONMEBOL Recopa.

### Ligas
| - Austrália - Hyundai A-League - Arábia Saudita - Dawry Jameel - China - Chinese Super League - Coreia do Sul - K League Classic - Japão - J1 League - Alemanha - Bundesliga - 2. Bundesliga - 3. Liga - Áustria - Austrian Football Bundesliga - Bélgica - Jupiler Pro League - Dinamarca - Alka Superliga - Escócia - Ladbrokes Premiership - Espanha - LaLiga Santander - LaLiga Smartbank - França - Ligue 1 Conforama - Domino's Ligue 2 | - Holanda - Eredivisie - Inglaterra - Premier League - EFL Championship - EFL League One - EFL League Two - Irlanda - League of Ireland - Itália - Serie A TIM1 - Serie B BKT2 - Noruega - Eliteserien - Polônia - Lotto Ekstraklasa - Portugal - Liga NOS - Romênia - Liga I - Suécia - Allsvenskan - Suíça - Swiss Super League - Turquia - Sportoto Süper Lig | - Estados Unidos - Major League Soccer - México - Liga BBVA Bancomer - Argentina - Superliga Argentina SAF3 - Brasil - Brasileirão Assaí4 - Chile - Campeonato Nacional AFP PlanVital5 - Colômbia - Liga Águila |

1 Juventus não está licenciada; usa uniformes genéricos e o nome "Piemonte Calcio". Outras equipes não licenciadas incluem Brescia e Lecce.

2 Liga não licenciada; somente 5 dos 20 clubes (Benevento, Chievo, Crotone, Empoli e Frosinone) estão licenciados.

3 Boca Juniors e River Plate não estavam licenciados quando do lançamento, usando uniformes genéricos e os nomes "Buenos Aires" e "Núñez", respectivamente. O conteúdo adicional da CONMEBOL adicionou novamente as licenças de ambas as equipes.

4 Conta apenas com 15 equipes; Palmeiras, São Paulo, Corinthians, Flamengo e Vasco estão ausentes devido ao contrato de exclusividade com a Konami. Todos, com exceção do Corinthians, foram reintegrados ao jogo como parte do conteúdo adicional da CONMEBOL, mas não foram adicionados à Liga do Brasil - Flamengo, Palmeiras e São Paulo fazem parte do bloco de times da Copa Libertadores, enquanto o Vasco está entre as equipes da Copa Sul-Americana. Nenhum dos clubes, incluindo aqueles reintegrados ao jogo, possui jogadores reais.

5 Colo-Colo e Universidad de Chile não estavam licenciados, usando uniformes genéricos e os nomes "CD Viñazur" e "Deportes Ñuñoa", respectivamente. O conteúdo adicional da CONMEBOL adicionou novamente as licenças de ambas as equipes.

### Competições Continentais
- CONMEBOL Libertadores
- CONMEBOL Sul-Americana
- CONMEBOL Recopa
- UEFA Champions League
- UEFA Europa League
- UEFA Super Cup

## Equipes
Tivemos a adição do Al Ain, além de novas seleções: A seleção masculina e feminina da China, além das seleções feminina de Escócia e Japão.

#### Equipes do resto do mundo
| - Kaizer Chiefs - Orlando Pirates - Dinamo Zagreb - Al Ain - HJK - AEK Atenas - Olympiacos - Panathinaikos - PAOK | - Slavia Praha - Sparta Praha - Viktoria Plzeň - CSKA Moscou - Lokomotiv Moscou - Spartak Moscou - Dynamo Kyiv - Shakhtar Donetsk - MLS All-Stars - adidas All-Stars |

Equipes da Copa Libertadores
| - Boca Juniors1 - Defensa y Justicia2 - Racing2 - River Plate1 - Tigre3 - Bolívar - Jorge Wilstermann - Athletico-PR2 - Flamengo3 - Grêmio2 - Palmeiras3 - Santos2 - São Paulo3 | - Colo-Colo1 - Universidad Católica2 - América de Cali2 - Junior2 - Barcelona de Guayaquil - Delfín - Independiente del Valle - LDU - Guaraní - Libertad - Olimpia | - Alianza Lima - Binacional - Nacional - Peñarol - Caracas - Estudiantes de Mérida |

1 Equipe já presente em sua respectiva liga nacional; licenciada pelo DLC da CONMEBOL.

2 Equipe já presente e licenciada (total ou parcialmente) em sua respectiva liga nacional.

3 Equipe ausente de sua respectiva liga nacional.
Equipes da Copa Sul-Americana
| - Argentinos Juniors1 - Huracán1 - Independiente1 - Lanús1 - Unión1 - Vélez Sarsfield1 - Always Ready - Blooming - Nacional Potosí - Oriente Petrolero - Atlético-MG1 - Bahia1 - Fluminense1 - Fortaleza1 - Goiás1 - Vasco2 | - Audax Italiano1 - Coquimbo1 - Huachipato1 - Unión La Calera1 - Deportivo Cali1 - Deportivo Pasto1 - Millonarios1 - Nacional de Medellín1 - Aucas - Emelec - El Nacional - Universidad Católica - Nacional - River Plate - Sol de América - Sportivo Luqueño | - Cusco - Grau - Melgar - Sport Huancayo - Fénix - Liverpool - Plaza Colonia - River Plate - Aragua - Llaneros - Mineros de Guayana - Zamora |

1 Equipe já presente e licenciada (total ou parcialmente) em sua respectiva liga nacional.

2 Equipe ausente de sua respectiva liga nacional.

#### Seleções masculinas
África (CAF)
| - África do Sul - Camarões - Costa do Marfim - Egito |

Ásia (AFC)
| - Austrália - China - Índia |

Europa (UEFA)
| - Alemanha - Áustria - Bélgica - Bulgária - Dinamarca - Escócia - Eslovênia - Espanha - Finlândia - França | - Grécia - Hungria - Inglaterra - Irlanda - Irlanda do Norte - Islândia - Itália - Noruega - País de Gales - Países Baixos | - Polónia - Portugal - Tchéquia - Romênia - Rússia - Suécia - Suíça - Turquia |

América do Norte, Central e Caribe (CONCACAF)
| - Canadá - Estados Unidos - México |

América do Sul (CONMEBOL)
| - Argentina - Bolívia - Brasil - Chile - Colômbia | - Equador - Paraguai - Peru - Uruguai - Venezuela |

Oceania (OFC)
- Nova Zelândia

#### Seleções femininas
| - Alemanha - Austrália - Brasil - Canadá - China - Escócia - Espanha - Estados Unidos - França - Inglaterra - Japão - México - Noruega - Nova Zelândia - Países Baixos - Suécia |

## Estádios
Nesta edição do jogo foi perdida a licença da Allianz Arena, El Monumental e do Juventus Stadium, que foram para o PES 2020, porém foram adicionados 20 novos estádios ao jogo e também alguns estádio genéricos.
Os estádios em destaque são novos no jogo.
- Alemanha
  - BayArena (Bayer Leverkusen)
  - Borussia-Park (Borussia Mönchengladbach)
  - Commerzbank-Arena (Eintracht Frankfurt)
  - HDI-Arena (Hannover 96)
  - Max-Morlock-Stadion (Nürnberg)
  - Mercedes-Benz Arena (Stuttgart)
  - Merkur Spiel-Arena (Fortuna Düsseldorf)
  - Olympiastadion (Hertha Berlin e Alemanha)
  - Opel Arena (Mainz 05)
  - PreZero Arena (Hoffenheim)
  - Red Bull Arena (Leipzig)
  - RheinEnergieStadion (Köln)
  - Signal Iduna Park (Borussia Dortmund)
  - Veltins-Arena (Schalke 04)
  - Volksparkstadion (Hamburgo)
  - Volkswagen Arena (Wolfsburg)
  - Weserstadion (Werder Bremen)
  - WWK-Arena (Augsburg)
- Arábia Saudita
  - King Abdullah Sports City (Al-Ittihad e Al-Ahli)
  - King Fahd Stadium (Al-Hilal, Al-Shabab, Al-Nassr e Arábia Saudita)
- Argentina
  - Libertadores de América (Independiente)1
  - Presidente Perón (Racing)1
- Canadá
  - BC Place (Vancouver Whitecaps e Canadá)
- Espanha
  - Anoeta (Real Sociedad)
  - Balaídos (Celta Vigo)
  - Benito Villamarín (Real Betis)
  - Ciutat de València (Levante)
  - Coliseum Alfonso Pérez (Getafe)
  - El Alcoraz (Huesca)
  - Gran Canaria (Las Palmas)
  - José Zorrilla (Real Valladolid)
  - La Cerámica (Villarreal)
  - La Rosaleda (Málaga)
  - Mendizorroza (Alavés)
  - Mestalla (Valencia)
  - Municipal de Butarque (Leganés)
  - Municipal de Ipurua (Eibar)
  - Municipal de Montilivi (Girona)
  - Municipal de Riazor (Deportivo La Coruña)
  - Ramón Sánchez Pizjuán (Sevilla)
  - RCDE Stadium (Espanyol)
  - San Mamés (Athletic Bilbao)
  - Santiago Bernabéu (Real Madrid e Espanha)
  - Vallecas (Rayo Vallecano)
  - Wanda Metropolitano (Atlético de Madrid)
- Estados Unidos
  - CenturyLink Field (Seattle Sounders)
  - Dignity Health Sports Park (Los Angeles Galaxy e Estados Unidos)
  - Mercedes-Benz Stadium (Atlanta United)
  - Red Bull Arena (New York Red Bulls)
- França
  - Parc des Princes (Paris Saint-Germain e França)
  - Parc Olympique Lyonnais (Lyon)
  - Stade Vélodrome (Olympique de Marseille)
- Inglaterra
  - Anfield (Liverpool)
  - Bramall Lane (Sheffield United)
  - Britannia Stadium (Stoke City)
  - Carrow Road (Norwich City)
  - Craven Cottage (Fulham)
  - Emirates Stadium (Arsenal)
  - Etihad Stadium (Manchester City)
  - Fratton Park (Portsmouth)
  - Goodison Park (Everton)
  - KCOM Stadium (Hull City)
  - King Power Stadium (Leicester City)
  - Kirklees Stadium (Huddersfield Town)
  - Loftus Road (Queens Park Rangers)
  - London Stadium (West Ham United)
  - Molineux Stadium (Wolverhampton)
  - Old Trafford (Manchester United)
  - Riverside Stadium (Middlesbrough)
  - Selhurst Park (Crystal Palace)
  - St. James' Park (Newcastle United)
  - St. Mary's Stadium (Southampton)
  - Stadium of Light (Sunderland)
  - Stamford Bridge (Chelsea)
  - The AMEX Stadium (Brighton & Hove Albion)
  - The Hawthorns (West Bromwich Albion)
  - Tottenham Hotspur Stadium (Tottenham)
  - Turf Moor (Burnley)
  - Vicarage Road (Watford)
  - Villa Park (Aston Villa)
  - Vitality Stadium (Bournemouth)
  - Wembley Stadium (Inglaterra)
- Itália
  - San Siro e Giuseppe Meazza (Milan e Internazionale)
  - Stadio Olimpico (Roma, Lazio e Itália)
- Japão
  - Panasonic Stadium Suita (Gamba Osaka)
- México
  - Estádio Azteca (América, Cruz Azul e México)
- Países Baixos
  - Johan Cruijff Arena (Ajax e Países Baixos)
- País de Gales
  - Cardiff City Stadium (Cardiff City)
  - Liberty Stadium (Swansea City)
- Rússia
  - Otkritie Arena (Spartak Moscou)
- Turquia
  - Atatürk Olympic Stadium (Turquia)
- Ucrânia
  - Donbass Arena (Shakhtar Donetsk)

1Estádios adicionados via DLC da CONMEBOL.

### Estádios fictícios
- Al Jayeed Stadium
- Aloha Park
- Arena del Centenario
- Arena d'Oro
- Court Lane
- Crown Lane
- Eastpoint Arena
- El Grandioso
- El Libertador
- Estádio de las Artes
- Estádio El Medio
- Estádio Presidente G.Lopes
- Euro Park
- FIWC Stadium
- Forest Park Stadium
- Ivy Lane
- Molton Road
- O Dromo
- Sanderson Park
- Stade Municipal
- Stadio Classico
- Stadion 23. Maj
- Stadion Europa
- Stadion Hanguk
- Stadion Neder
- Stadion Olympik
- Town Park
- Union Park Stadium
- Waldstadion